# ザフトの艦船およびその他の兵器
ザフトの艦船およびその他の兵器では、『機動戦士ガンダムSEED』をはじめとする「C.E.（コズミック・イラ）」作品に登場する架空の艦船やその他の兵器のうち、ザフト陣営に属する兵器について解説する。

## 宇宙艦艇

### 降下カプセル輸送艦
衛星軌道上からMSを大量かつ迅速に降下揚陸させるために建造された宇宙輸送艦艇。扁平な形状をした艦体下面にMSを4機ずつ収納可能な三角錐型の降下カプセルを11基懸架し、最大44機ものMSを地表に向け一挙に投下する。武装は艦首ブリッジ両脇に設置された連装対空砲2基。推進機関として2×2発のロケットモーターを持つ。
設定を担当した森田繁はインタビューにおいて、『宇宙の戦士』に登場する降下兵をオマージュしたものであると語っている。

### ローラシア級
ザフトが開発した特殊機動兵器＝モビルスーツの運用を目的としたフリゲートで、ローラシア級FFMとも略記され（船体分類記号：FFM Laurasia Class）、英語表記もLaurasia class frigate である。
艦型規模は地球軍側のドレイク級とネルソン級の中間に位置し、開戦当初からザフト艦の主力として運用されている。船体規模に対して重武装となっており、汎用性を重視した設計である。主砲が並列配置であるため、片舷集中運用は不可能。故に突撃戦や正対戦に限定され、反航戦や交差戦での使用は難しい。
艦体下部に備えられた楕円状の基部は格納庫・伸縮式リニアカタパルト・耐熱カプセルの3役を兼ねるもので、搭載可能なMSは最大6機、カタパルトは前部を開放させて運用、切り離して大気圏突入を行う際は尾翼が展開する。また、パナマ攻略戦では戦略兵器のグングニールを懸架・運搬する部位としても利用された。
『機動戦士ガンダムSEED FREEDOM』では武装の変更が行われた他、ファウンデーション王国にも同型艦が輸出・運用されている。
ガルバーニ
『SEED MSV戦記』第3話に登場。グリマルディ戦線当時のクルーゼ隊旗艦。艦長はクルーゼ自らが務めていた。
マルピーギ
同上のエピソードに登場。後にヴェサリウスの艦長となるフレデリック・アデスが副長を務めていた。
ガモフ
『SEED』に登場するクルーゼ隊の所属艦。艦長はゼルマン。
旗艦のナスカ級ヴェサリウスと共にヘリオポリスのG兵器鹵獲作戦に参加。作戦終了後は、ヘリオポリスを脱出した連合軍の新鋭艦アークエンジェルの追撃任務に就く。低軌道会戦にて大気圏突入直前のアークエンジェルに特攻を仕掛けるが、それを阻もうとする地球連合宇宙軍第8艦隊旗艦メネラオスと相討ちに近い形で撃沈される。
ツィーグラー
『SEED』に登場。元々はラコーニないしポルト隊の所属艦だったが、ヘリオポリス崩壊と奪取したG兵器の報告のため、クルーゼ、アスラン、アデスらがプラントに一度帰国した後に指揮下に入った。実戦ではハルバートン率いる第8艦隊との低軌道会戦に参戦したが、その後どうなったのかは不明のまま終わった。
アムンゼン、ボーンステル
ときた洸一『SEED ASTRAY』第3巻に登場。ロンド・ギナ・サハク駆るゴールドフレーム天に襲われ、アムンゼンは撃沈、ボーンステルは旗艦だったらしいナスカ級と共に退避した。
同じ場所にいたレンブラントとガーンズバックは航行不能にされた（この両艦はクラス不明）。

### ナスカ級
ローラシア級に次いで就役した宇宙用のモビルスーツ搭載型高速駆逐艦で、ナスカ級DDMHとも略記される（船体分類記号：DDMH Nazca Class）。ただし、本艦級を高速巡洋艦とする記述もある。英語表記は Nazca class high speed destroyerである。
ローラシア級に比べ武装数は削減されているが、主砲の大口径化で火力を補っている。船体は地球軍のネルソン級よりも大きく、搭載MSの迅速な運用を主眼に艦自体の機動性を高めている。その速力はアークエンジェル級にも匹敵し、エターナルの就役まではザフト宇宙艦随一の快速を誇っていた。
搭載可能なMSはローラシア級と同じく6機。
武装については、CIWSとVLSの2つに不詳な点が多く、前者は公式資料で基数は記されていても設置場所を詳述（明記）しているものが皆無に等しく、かつ方向転換用スラスターの穴なのか発射口なのか判別がしづらいため特定されていない。後者は『DESTINY』第44話で初めて発射シーンが描かれたことで、艦体舷側にある大型の丸い開閉口らしき部分が発射装置と判明。弾数は側面2基につき7連発×4列で、4基から計56発が発射されていた。
また、ニュートロンスタンピーダーを運用するために独自の改修が施されたナスカ級も存在し、地球連合軍による核攻撃からプラント防衛に投入された。
本級に属する艦のほとんどに歴史上の知識人の名が冠されている。
『FREEDOM』ではローラシア級と同じく、ファウンデーション王国にも同型艦が輸出・運用されている。
ヴェサリウス
ラウ・ル・クルーゼ隊旗艦。艦長はフレドリック・アデス。僚艦ガモフと共にヘリオポリスを襲撃し、運用試験中のG兵器5機の内4機の奪取に成功する。任務終了後はアークエンジェルを追撃し、低軌道会戦を経験。戦争後期はプラントから脱走したエターナルの追撃戦に投入される。メンデル付近の宙域で僚艦ヘルダーリン、ホイジンガーと共にアークエンジェル、エターナル、クサナギの三隻同盟と、地球連合軍のドミニオンによる三つ巴の戦いを展開する。この戦闘でザフト艦隊を突破しようとするエターナル、クサナギの集中砲火を受けて撃沈される。
ヘルダーリン、ホイジンガー
クルーゼ隊所属艦。メンデル付近の宙域で、ヴェサリウスと共に三隻同盟と交戦する。
ハーシェル、フーリエ
『DESTINY』に登場。アーモリーワン周辺宙域にて哨戒任務に就いていたところ、地球連合軍第81独立機動群ファントムペイン所属艦ガーティ・ルーの奇襲攻撃を受け撃沈される。
ボルテール、ルソー
『DESTINY』に登場するジュール隊の所属艦で、旗艦がボルテール。第二次大戦を通して運用された。
ホルスト、カーナヴォン
『DESTINY』に登場。エターナルを追跡していたグラスゴー隊所属艦。ストライクフリーダムにMS隊を全機戦闘不能にされ、スーパードラグーンの包囲射撃によってスラスターを破壊され航行不能となった。グラスゴーが座乗する旗艦らしきナスカ級の艦名は不明となっている。
マルベース、ブルトン
『DESTINY』に登場。最終話でメサイアから放たれたネオ・ジェネシスの2射目に巻き込まれて爆沈した。
ブルクハルト
『FREEDOM』に登場。当時の国防委員長のハリ・ジャガンナートが座乗した。

### ゴンドワナ級
『DESTINY』から登場した全長1.2キロを超す超大型空母。級名は南半球に存在したとされる「ゴンドワナ大陸」に由来する。
ローラシア級やナスカ級を丸ごと収容可能なほどの内部容積があり、計16基のリニアカタパルトを装備する。味方艦艇を修理するドック艦でもあり、CICルームは並みの軍事基地に匹敵する規模を持つため、艦艇と言うよりも移動基地と呼ぶ方が相応しく、その動作は愚鈍極まりない。
ユニウスセブン落下テロ事件を発端に開戦した初戦や、第1次レクイエム攻防戦やメサイア攻防戦などでプラント防衛の任に就き、ほぼ全ての部隊を指揮した。デュランダル最高評議会議長が指揮する機動要塞メサイアが陥落した後は、ラクス・クラインからザフトの現最高司令官へ向けて通信された停戦要請にいち早く反応し、信号弾で返答した。

### その他の宇宙艦艇
ステルスランチ
『SEED』第1話に登場。G奪取作戦においてクルーゼ隊が運用したスペースランチの一種。熱感知されないよう慣性航行によって運用されるため、本来ならバーニアの逆噴射で制動をかけるところをエアバッグによる無音衝突で代用している。
内火艇
『SEED』第11、最終話などで散見されたスペースランチ。主だった宇宙艦には必ず艦載されているが、プラント（ザフト）では他にも様々なシャトルが充実しているため地球軍側の同類種ほど常用されてはいないのと、左右非対称ではなくシンメトリーで設計されているのが大きな相違点。アークエンジェル隊に人質にされていたラクスをプラントへ送り届けるため、ヴェサリウス艦内からクルーゼ隊属ラコーニ隊のローラシア級へ移動する際に利用された他、最終話でヤキン・ドゥーエから脱出していく姿などが見られた。
宇宙往還機シャトル
『SEED』第7、8、20話、『DESTINY』第35、44話などで散見されたスペースシャトルの一種。プラント間や各施設だけでなく惑星往還も可能な中型機で、下部のブースターは外付けではなく2階建てバスのような一体構造。上部キャビンは約20名分の相席シートを備えるエコノミークラスと、4名分の専用シートだけのファーストクラスを備える空間に分かれており（DESTINY第35話）、劇中では要人やVIPに利用されることが多かった。
評議会に出席するパトリック・ザラおよびクルーゼ、アスランらが乗り合わせた他、後年ではギルバート・デュランダルがオペレーション・ラグナロクのためジブラルタル基地に訪れた際や、宇宙のメサイアへ向かう際などに利用した。
スペース·シャトル
『SEED』第34、41話、『DESTINY』第26、27、44話などで散見された、定員32名前後のザフト大型スペースシャトル。地上基地からプラントまでといった長距離時に多用され、マスドライバーを使わずとも地球の重力を振り切ることができ、ブースター基は自動で帰還し再利用が可能となっている。地球軍側の既存（現代）のスペースシャトルと大差ないスタージョン級であるため、全く異なる先進的なデザインと共に両者のテクノロジーの差も現れている。ただし、スタージョン級はマスドライバー運用を前提とした大量輸送機との側面が強いため、一概に比較はできない。
ネビュラ勲章を受章したアスランが大気圏へ突入していくフリーダムを目撃する際や、クルーゼ、フレイ、イザークらがプラントへ帰国する際などに利用した。後年では“ミーアのラクス”を装ったラクス・クライン一行が強奪しバルトフェルド操縦のもと宇宙へ上がった後に乗り捨てたり、サラ随伴のミーア・キャンベルがコペルニクスへ向かう際に利用した。
シルバーウィンド
『SEED』第7話に登場した、軍用ではない完全な民間用シャトル。ラクス・クラインを代表者とするユニウスセブン追悼慰霊団を乗せ事前調査のために現地に向ったが、地球軍と交戦に陥り航行不能となった。
小型シャトルクラフト（1人乗り / 2人乗り）
『SEED』第7、42話などに登場。プラント間を移動する際や、軍関係施設との連絡用などに利用されている往還機。
ただし名前は同じだが全くの別機体であり、1人乗りのモデルはダークネイビー色で、アスランが亡母レノアの墓参りの際に利用した。ときた洸一『X ASTRAY』第2巻では、サーペントテールのロゴを機首にペイントした機体を風花・アジャーが利用している。
2人乗りのモデルはライム色で、父親のパトリックに反目して拘束されたアスランを救いだしたダコスタがエターナルへ帰還する際に利用した。

## 陸上戦艦

### ピートリー級
半没式船体構造とスケイルモーター推進を有する陸上戦艦。連合側からは「駆逐艦」として認識されている。級名はイギリスの考古学者「フリンダーズ・ピートリー」に由来する。
ピートリー
同級ネームシップで、バルトフェルド隊の所属艦。タルパティア工業地帯での戦闘において、レセップスと共にアークエンジェルと交戦。スカイグラスパー1号機の「アグニ」の砲撃を受けて機関区を被弾、戦線を離脱する。
ヘンリー・カーター
バルトフェルド隊所属艦。艦名はアメリカの経済学者「ヘンリー・カーター・アダムス 」に由来する。背後からアークエンジェルに奇襲をかけ追い詰めるも、カガリ・ユラ・アスハが搭乗するスカイグラスパー2号機と相打ちに近い形で破壊される。
バグリィー
『DESTINY』に登場。ラドル隊所属艦。艦名はイギリスの小説家「デズモンド・バグリィ」に由来する。ローエングリンゲート攻略作戦においてデズモンド、ミネルバと共に共同戦線を張る。
艦名不明
『DESTINY』に登場。17話の回想でマハムール基地所属の同級が、ガルナハン基地攻略を単独で行ったが、ゲルズゲーが装備する陽電子リフレクター シュナイドシュッツSX1021に艦砲とモビルスーツ隊の攻撃を全て防がれ、直後にガルナハン基地のローエングリンに吹き飛ばされ、同行したモビルスーツ部隊ごと全滅する。

### レセップス級
主に砂漠地帯で運用される大型陸上戦艦。船体喫水線下が砂中に没する半没式船体構造を持ち、底部全面に配されたウロコ状の推進装置「スケイルモーター」で砂を振動・液状化させて移動する。砂中でより高い浮力を得るため、底部は表面積が広く設計されている。
スケイルモーターは水上航行も可能だが、ザフトではボズゴロフ級が海洋戦力の主力を担っているため、実際に運用された例はアニメ本篇では無く、外伝『SEED ASTRAY』にて、アークエンジェル戦で大破したレセップスを買い取ったロウ・ギュール一党の物語で描かれた。
正面のメインゲートを含め計15基の発進用ゲートを持つ。
レセップス
アンドリュー・バルトフェルド隊の旗艦。バルトフェルドが自ら前線に出撃する際は、副官のマーチン・ダコスタに指揮が一任される。艦名のレセップスは、フランスの実業家「フェルディナン・ド・レセップス」に由来する。
親プラント国家アフリカ共同体の都市バナディーヤを拠点に対ゲリラ戦を行っていたが、偶然に勢力圏内のリビア砂漠に降下して来たアークエンジェルと2度に渡る戦闘で大破、遺棄される。その際、バルトフェルドの指示により搭乗員はダコスタを残し全員が退艦する。
『SEED ASTRAY』では、ダコスタからジャンク屋のロウ・ギュールたちに譲渡され、修復後に武装を全て排除し作業用クレーンなどを増設した「レセップス・リファイン」に改装される。以後、ロウたちはこの艦で海上を移動し、オーブへ赴いた。
デズモンド
『DESTINY』に登場。マハムール基地駐留のラドル隊の旗艦。ユーラシア連邦管轄の工業地帯ガルナハン攻略の最前線に配備されている。艦名はイギリスの小説家「デズモンド・バグリィ」に由来する。
スエズ渓谷での連合軍陽電子砲台ローエングリンゲート攻略作戦において、カーペンタリア基地より到着したミネルバと共同戦線を張る。

### コンプトン級
『DESTINY』から登場したレセップスを上回る艦体規模を持つ大型陸上戦艦。移動方法は無限軌道を採用しており、活動地域が大幅に広がっている。しかし砂漠など地盤が不安定な地域は無限軌道の本級向きの戦場ではなく、地域によりレセップス級と使い分けられる。級名はアメリカの物理学者アーサー・コンプトンに由来する。
艦名不明
31話で登場。ユーラシア西部の雪原にて都市部へ接近するデストロイガンダムに対してバクゥやガズウートを主とするMS隊と共同して迎撃を行ったが、デストロイの陽電子リフレクター シュナイドシュッツSX1021に艦砲とMS隊の攻撃を全て防がれ、反撃の高エネルギー砲 アウフプラール・ドライツェーンが2門とも直撃して爆発した。
ユーレンベック
34話で登場。ウィラード隊の旗艦としてエンジェルダウン作戦に投入され、バクゥやバビと共にアークエンジェルの包囲に貢献した。艦名はオランダの物理学者ジョージ・ウーレンベックに由来する。

## 水上艦艇

### ボズゴロフ級
Nジャマー（ニュートロンジャマー）の影響下での運用を目的に建造された大型潜水母艦。最大8機のMSを運用可能とする。衛星軌道上で建造された。

このボズゴロフ級6隻を連結させることで建造した海底基地も存在する。
艦首両舷に大型ドライチューブを4基（1本につき2機の水中用MSを搭載可能）、上部中央にMS&グゥル用垂直リニアカタパルトを3基、後上部両舷にVTOL用小型ドライチューブ4基を備えている。武装の対空ミサイルは、水中からでも発射が可能となっている。
クストー
『SEED』第22、23話に登場したモラシム隊の母艦。艦長はモンロー。アークエンジェルへの2度目の襲撃の際に、ムウ・ラ・フラガの搭乗するスカイグラスパーのアグニを受けて轟沈した。
後藤リウの小説版では、無名の艦名＆艦長で運用されている。
ボズゴロフ
『SEED』第25 - 31、33 - 40話などに登場し、ザラ隊とクルーゼ隊（アスランの特務隊異動後）で乗り継がれたネームシップ。艦長はモンローとは別人であり、両名の混同と同じ理由ですでに轟沈したはずのクストーの名で誤記されている資料が多い艦でもある。
オーブ近海からマーシャル諸島に至るまでのザラ隊対アークエンジェル隊の各戦闘の他、オペレーション・スピットブレイク、パナマ攻略戦、オーブ解放作戦（哨戒のみ）などで運用され、最終的にクルーゼ隊が宇宙へ上がったことで役目を終えた。
後藤リウの小説版では、クストー＆モンローの組み合わせでザラ隊→クルーゼ隊の運用艦になっている。
ニーラゴンゴ
『DESTINY』第15、16話に登場。カーペンタリア基地を出航したミネルバの護衛艦として随伴したが、インド洋の戦闘にてアビスの高速誘導魚雷と連装砲を受けて撃沈された。
なお、公式サイトやバンダイチャンネルなどの第16話あらすじに記載される「デグチャレフ」は本艦の誤記であり、劇中ではユークリッドの武装名で正しい。
ファーナス、セントオーガスティン、ビジャリカ、イラス
『DESTINY』第37話に登場。オペレーション・ラグナロク直前のジブラルタル基地にて、ファーナスとセントオーガスティンは出航、ビジャリカは4番埠頭、イラスは9番埠頭から出航予定のアナウンスが発された。
セントヘレンズ
『DESTINY』第40、42、43話に登場。オペレーション・フューリーにおける旗艦。海中に潜行したアークエンジェルのバリアントMk.8を受け、僚艦のボズゴロフ級2隻(艦名不明)と共に撃沈された。僚艦も含めての艦載機は登場した描写からアッシュ、グーン、ディン、バビ、グフイグナイテッド、ジオグーン、ザクウォーリア。

### 補給潜水艦
『SEED』第29話などで登場。
約180メートル級の補給艦であり、容積の大半を貨物スペースに割り当てているため、単独の1隻だけで、ボズゴロフ級数隻分の補給が可能。

## 航空機

### アジャイル
MSの支援を目的とする戦闘ヘリで、アジャイルとは「俊敏、素早い」などの意。テールローターを持たず、メインローターは後方に向けて固定することで安定翼として機能し、この状態でも時速615キロをマークする（この速度は中途半端といわれる）。主兵装は対地攻撃ミサイルを搭載している。バルトフェルド隊に配備され、有線制御ミサイルによるバクゥの支援に当たっていた。

### 哨戒ヘリコプター
『SEED』第31話などで散見された、地上基地に常備されるグリーン色のVTOLの一種。地球軍やオーブの同類種とは異なり、フロート（浮き袋降着装置）を持つ水陸両用機なのが最大の相違点。人員も5名強の収容が可能で、救難活動にも対応できる。無人島に遭難したアスランを捜索するのにニコルが操縦したヘリでもある。

### 連絡用ジェットファンヘリ
『DESTINY』第1、19、21話などで散見された水平式ダクテッドファン2基を用いて飛行する小型ヘリで、定員は4名（前2×後2席）。どれもギルバート・デュランダルが公務の移動機として利用した。

### 物資搬送用支援航空ヘリ
『DESTINY』第8話などで散見された、4発のローターを有する長方形の中型ヘリ。ブレイク・ザ・ワールド事件の被災地へ食料や医療品の人道支援を行った。

### インフェストゥス
『SEED』第21話、『DESTINY』第20話などで散見された大気圏内用VTOL戦闘機で、インフェストゥスとは「有害、危険、不安全」などの意。
洋上母艦を持たないザフトが、レセップス級やピートリー級、ボズゴロフ級の艦載機とすべくこのように特殊な構造の機体を開発した。先尾翼半双胴、双発、タンデム複座を採用し、主翼のみならず機体全体を複雑に折りたたむことで非常にコンパクトとなり、優れた艦載収納性を実現している。しかしその代償として、火力、航続距離は地球連合軍のスピアヘッドに劣るとされる。そもそも、ザフトはMSを中心とした兵器体系となっており、航空戦力もディンやグゥル搭乗のジンが主力とされ、本機を含む在来型兵器はその支援用とされる傾向にあった。武装は機首の12mm機関砲2基と主翼付け根の25mm機関砲2基。主翼下面にハードポイントが左右2基ずつ、計4基見られるが、作中何らかの装備を牽下した例はない。
バルトフェルド隊によって運用され、ヘンリー・カーターと共にアークエンジェルの背後から奇襲を仕掛けるが、ムウ・ラ・フラガ搭乗のスカイグラスパー1号機と交戦し撃墜されている。また、ザフト兵のアカデミースクールで教習機としても使用されている。

### グゥル
正式名称は「モビルスーツ支援空中機動飛翔体 グゥル」。大気圏内用のサブフライトシステム（以下SFS）として運用される。中央部から折り畳める構造で、ボズゴロフ級潜水空母などへの搭載時には収納容積を小さくすることができる。搭乗MSからの無線コントロールにより、強大な推力を活かし飛行する。武装として6連装ミサイルランチャー2基を装備している。
デザイナーの山根公利が図説した『FROM G(THE) FIELD #9』では、元々局地輸送機だったものをMSの支援機に転用したものとされ、上述のSFS用途に限らず、ボズゴロフ級などの潜水艦との共同作戦も可能な潜行・水中機動能力もあり、それを活かしたグーンなど局地戦用機の実用化以前のMS向け水中スクーター用途や、小型の戦闘艇などを載せて空輸する用途なども描かれている。

### 中型輸送機
ヴァルファウより小型の輸送機。頭を上げた鳥のような外見が特徴。サイズゆえにMSは専用のキャリアに寝かされる形で輸送され、ハッチは機体後部にある。武装は連装対空機銃2基。人員輸送のための客室も設けられており、12名程度が乗員可能。アスランなど、クルーゼ隊のメンバーが各々の乗機と共に搭乗するが、アスラン搭乗機は、モラシム隊との交戦を終えたカガリ搭乗のスカイグラスパーと交戦し被弾、機長の判断でアスランをイージスと共に脱出させたが、その後の消息は不明。

### ヴァルファウ
MSを直立したまま輸送可能な大型輸送機。4枚の主翼にそれぞれ1基ずつ大型ローターを搭載し、垂直離着陸が可能。機首に観音開き状のハッチがある。『SEED』本篇ではバルドフェルド隊に合流する際イザークとディアッカが搭乗した他、ザフト基地のシーンで散見された。

## 車両

### 連結合体6輪装甲車
『SEED』第16、19、42話、『DESTINY』第1、32、35話などで散見された、前部の指揮車輌と後部の砲台類の分離機構を有した装甲車。用途に応じて単装ミサイル・牽引火砲セットのタイプ（主カラー設定画の状態）、「リニアガントレーラー」タイプ、小型備砲・投光器セットの「パトロールトレーラー」タイプの3種へと換装され、前部側の車輌にはリニアガンの充電能力も備えられている。主にプラント市街における治安維持や交通規制、地上戦の支援機として運用された（戦闘シーンは『DESTINY』の第32話が初）。なお、両本篇ともにパトロールタイプのものはデフォルト色であるはずのグリーン系ではなくシルバーグレー配色で描かれていた。また、ザフト正規軍以外では、密売品と思しきものが『SEED』に登場する武器商人のアル・ジャイリー宅を警備していたり、『DESTINY』では反ロゴス運動で暴徒化した民間人が所有し襲撃に用いていた。

### 電源車 / 弾薬運搬トレーラー / 給水車
限られた電力で可動するモビルスーツを、基地や母艦から離れた戦域で運用させる際に欠かせない存在となっている支援車輌。連結合体6輪装甲車のように、充電バッテリータイプの荷台の他にも様々なバリエーションが存在しており、大型のコンテナを連結させた「弾薬運搬トレーラー」や、貯水タンクに載せ変えた「給水車」（DESTINY第33話など）として運用されることもある。

### 戦闘指揮車輌
『DESTINY』第25話などで散見された支援車輌。簡易な前線司令部として活用される。

### 指揮車
電気駆動式の2人乗り6輪オープンカー。車体にドアとバケットシートはなく座席後部は荷台になっており、バンパー部に牽引用のフックが1対2基ある。アンドリュー・バルトフェルドが使用した車体はサンドイエロー、その他の車体はグリーンに塗装されている。MSバクゥの移動速度に追随できるだけのスピードで走行が可能である。
『SEED』ではバルトフェルドが部隊の陣頭指揮をする際に乗車し、『DESTINY』ではザフト基地内においてルナマリア・ホークやその他兵士が盛んにフィールドカーとして使用していた。

## その他の兵器

### 作業用宇宙機 / 警備無人ポッド
『SEED』第7、42話、『DESTINY』第5話などで散見された、宇宙ドックやプラントの宇宙港などで稼動しているアーム付き無人ポッド。艦船をメンテナンスする薄紫色の汎用タイプと、手持ち式バルカンで武装した黒灰色の警備・侵入者排除タイプがある。
前者はアルテミス沖挟撃戦で損傷したヴェサリウスをメンテナンスした宇宙ドックで見られたり、後年のブレイク・ザ・ワールド事件ではサトーらテロリスト集団がユニウスセブンにフレアモーターを設置する作業に使用していた。後者はアスランを救い出したダコスタがエターナルへ向かう道中で遭遇した。

### レールガン
『SEED』第47、最終話などで散見された、ボアズやヤキン・ドゥーエに配備されていたトーチカの一種。発射されるのは実弾かビームかは不明だが、劇中ではビーム兵器を示すグリーンの射線でも描かれていた。

## 戦略兵器

### グングニール
強力なEMP（Electro Magnetic Pulse＝電磁衝撃波）を発生させ、電子機器を破壊する特殊兵器。名称は北欧神話の主神オーディンが所持する槍グングニルからだと思われる。
宇宙でしか製造できない特殊な圧電素子を周囲に設置した点火装置（イグナイター）によって急激に爆破することで強力なEMPを発することが可能となる。外部から点火装置の組み立て設置と暗証番号の入力が必要なことから、MSとの運用が前提とされている。
C.E.71年5月25日のパナマ攻略戦において、ザフトがその兵力の劣勢を補うために使用。ザフト側の兵器はEMP対策を施しており影響を受けないが、連合軍は即時に施設、兵器が使用不能になり、パナマ基地陥落の最大の要因となる。また、グングニールによりパナマ基地にあったマスドライバーもEMPに対し無防備であったため超伝導体レールが磁場に耐えられず破壊されている（本来、マスドライバーはザフトにとっても貴重な施設だが、アラスカ戦での敗退によって大きなダメージを負っていたためにパナマを占領し続ける戦力が残されていなかったことが、本装備によるマスドライバー破壊に踏み切った要因とされる）。
連合軍の施設には、EMP対策が施されていたがグングニールの電磁衝撃波が強力過ぎたために対抗しきれず使用不能となっている。

### ジェネシス
正式名は（Gamma Emission by Nuclear Explosion Stimulate Inducing System＝GENESIS）。核エネルギーを使用した巨大なガンマ線レーザー砲。ザフトの最終兵器。
元々はエヴィデンス01の発見以降進められてきた恒星間探査計画の一環として建造をスタート。ザフトにおけるソーラーセイル研究の過程で作り出されたもので、外宇宙探索のための宇宙船加速装置（レーザー推進）として開発が進められていた。基礎建造物の着工は戦前になされていたが、戦争の激化に伴い、相応の改修を経て戦略兵器として転用される運びとなった。兵器への改修についても、前述の理由から開戦後の急速な竣工を可能としていた。
砲発射の際は本体内チェンバーにおいてニュートロンジャマーキャンセラーによって使用可能になった原子爆弾を爆発させ、ガンマ線を発生。それをコヒーレント波に変換し、レーザー光を得る。それをさらに一次反射ミラーに照射し焦点を調整、本体に設置された二次反射ミラー（一次、二次ともにミラーに発生させた力場が物質では不可能なガンマ線反射を行っている）に反射し、エネルギーを集中させ、目標に向けて発射する。発射後は一次反射ミラーがガンマ線レーザーにさらされて破損するため、次弾発射には一次反射ミラーを交換する必要がある。ガンマ線は非常に透過性の高い放射線かつ非常に高エネルギーの電磁波のため、分子構造さえ破壊する。なお、ガンマ線は不可視光線であるためジェネシスのレーザーそのものを目視することはできず、レーザーのエネルギーによって超高温に加熱された星間ガスやスペースデブリが発光することで「光の渦」としてレーザーが見える。60%の出力でも宇宙艦の艦隊を消滅可能な威力を有するが、100%の威力で照射した場合は目標地点が1平方メートルあたり毎分数万キロワットの不可視レーザーにさらされ瞬時に焼失、さらに加熱膨張した大気が超音速の衝撃波を発生させ、その加熱大気の傘に照射された二次反射レーザーがさらなる被害を発生させる。
ミラージュコロイドや地球前面を焼き払う規模のガンマ線砲エネルギー源となる原子爆弾爆発に耐えるPS装甲といった、鹵獲したGAT-Xから入手した技術も導入。普段はミラージュコロイドで隠匿されており、探知が困難となる。起動時にはミラージュコロイドを解除しPS装甲を展開。ジェネシスのPS装甲はその大出力により陽電子砲ですら破壊は不可能となっている。
大量破壊兵器として転用された設備であるが、戦後も元のソーラーセイル加速装置やその応用技術の研究は継続され、「デュートリオンビーム送電システム」の礎となっている。
劇中ではアークエンジェル級（ドミニオン、アークエンジェル）、オーブ軍イズモ級（クサナギなど）をはじめとする高速高耐久力艦艇は初代ジェネシスおよび後継のネオ・ジェネシスを被弾しても即離脱によって、いずれも撃沈は免れている。
劇中での動向
地球連合軍がザフトの軍事拠点ボアズに進攻した際に核ミサイルを使用したため、パトリック・ザラの意志により第二次ヤキン・ドゥーエ攻防戦で使用された。
1射目でヤキン・ドゥーエに押し寄せた地球連合艦隊の40%を焼き払い、2射目で補給を兼ねた第2陣の攻撃隊半数を月面のプトレマイオス基地諸共一撃で消滅させた。3射目は地球の大西洋連邦首都ワシントンD.C.に狙いを定めるが、発射直後にジャスティスの自爆によりジェネシスは崩壊し、地球への着弾は阻止された。

#### ジェネシスα
ジェネシスの小型プロトタイプ。本来の用途であるX線を用いた宇宙船加速装置としての機能があり、主にリジェネレイトのレーザー推進システム「ライトクラフト・プロパルジョン」の要として使用された。
第二次ヤキン・ドゥーエ攻防戦後、ジェネシスαはジャンク屋組合により接収された。ザフト軍がこれを破壊すべく攻撃をかけるが、傭兵部隊サーペントテールらによって撃退されている。その後、ロウ・ギュールは、ジェネシスαを用いて火星へと旅立った。また、ジェネシスαはジャンク屋組合の宇宙における本部となった。
ユニウスセブン落下テロ事件の際には、ジェネシスαを用いて地球に落下していくユニウスセブンを破壊しようとしたが、テスタメントのコンピューターウイルスによる妨害を受けて失敗した。事件の直後、地球連合軍の総攻撃を受けた末に放棄され、ジャンク屋組合の手によって自主解体された。その後、ジャンク屋組合によってジェネシスαの残骸を寄せ集めた「ジャンクα」と呼ばれる宇宙施設が作られた。

#### ネオ・ジェネシス
ザフトの宇宙機動要塞メサイアに搭載された兵器でその名の通りジェネシスの改良型後継機である。先代型を小型化し運用性を向上させており、発射後の一次反射ミラーの交換が不要となっている。破壊力は前型のジェネシスよりも低下しており、何らかのチャージが必要とされ連射はできない。
メサイア攻防戦において使用され、進撃して来るオーブ連合首長国艦隊を半壊させた。その際、離脱の遅れた友軍艦艇（ナスカ級やローラシア級のマルベースとブルトン）が巻き込まれていた。その後、ストライクフリーダムの攻撃を受け、メサイアもろとも破壊された。
特に味方まで巻き込んでまでギルバートが強行発射したことは、ミネルバの艦長タリアと副長アーサーに大きな衝撃を与え、タリアはギルバートに対して不満を吐露する。
味方を巻き込んでまでジェネシスを撃つ行為はかつてパトリック・ザラが先代ジェネシスで行おうとしたが、アスランのジャスティスの核爆発によりジェネシスごと破壊されて阻止されている。今回はデュランダルが命令して、友軍待避が間に合わず味方が巻き込まれた。
備考
PS2用ゲームソフト『機動戦士ガンダムSEED DESTINY GENERATION of C.E.』では、本編に先行して登場している。